# Сити Граунд
„Сити Граунд“ (на английски: City Ground) е футболен стадион в Уест Бриджфорд, Голям Нотингам, на който домакинските си срещи играе отборът на Нотингам Форест.
Построен е през 1898 г., капацитетът му днес е 30 602 зрители. Намира се на брега на река Трент, на около 300 метра от Медоу Лейн - стадиона на градския съперник Нотс Каунти, който е на другия бряг на реката.
Стадионът е домакин на 3 мача от Евро 1996: Турция - Хърватия (0:1), Португалия - Турция (1:0), Хърватия - Португалия (0:3).

## Трибуни
- В началото стадионът разполага само с трибуната Мейн Стенд. През 1965 г. тя е реконструирана, но на 24 август 1968 г., по време на мача срещу Лийдс Юнайтед, изгаря до основи. За щастие при пожара не умира никой от присъстващите 31 126 зрители. Мейн Стенд е построена отново и побира 5708 зрители.
- Ийст Енд е втората трибуна на стадиона и е открита през 1957 г. Строежът струва 40 000 паунда, а капацитетът е 2500 зрители. През 1992-1993 г. тя е реконструирана основно и е преименувана на Бриджфорд Енд на името на квартал Западен Бриджфорд, в който се намира стадионът. Капацитетът е 7710 зрители, като в долната ѝ част 5131 места са предназначени за гостуващите фенове. Самата трибуна има доста странна форма, като около 1/3 от нея е по-ниска от останалата част, а козирката има чупка под формата на обърната буква Z. Причината за това са къщите, намиращи се непосредствено до стадиона – по този начин до тях достига пряка слънчева светлина.
- Третата трибуна е построена през 1980 г. за 2 милиона паунда. Капацитът ѝ е 10 000 зрители и е най-голямата на стадиона. Дълги години няма консенсус относно името ѝ и затова получава името Екзекютив Стенд заради ВИП ложите, които се намират там. Едва през 1999] г. е постигнато съгласие за името на трибуната. В знак на почит към Брайън Клъф, под чието ръководство Нотингам Форест постига най-големите си успехи в историята, тя е наречена Брайън Клъф Стенд.
- Последна, навреме за домакинството на Евро 1996, е построена трибуната Тренд Енд, намираща се откъм реката. Капацитетът ѝ е 7338 зрители.